# Zdzisław Hierowski
Zdzisław Hierowski (ur. 7 lipca 1911 w Stubienku, zm. 14 grudnia 1967 w Katowicach) – polski krytyk literacki, historyk literatury, publicysta, tłumacz, naukowiec.

## Życiorys
Urodził się w rodzinie Tadeusza, nauczyciela, i Marii z Dobiaszów. Naukę rozpoczął w Przemyślu, a od 1922 uczęszczał do I Gimnazjum im. Adama Mickiewicza w Katowicach. W 1929 zdał maturę w Zakładzie Naukowo-Wychowawczym oo. Jezuitów w Bąkowicach pod Chyrowem. W 1934 ukończył polonistykę na Uniwersytecie Jagiellońskim w Krakowie. Zamieszkał w Siemianowicach i pracował w Wojewódzkim Okręgu Ligi Obrony Powietrznej i Przeciwgazowej w Katowicach jako instruktor i referent prasowo-propagandowy. Od 1933 pracował jako recenzent teatralny, publicysta i dziennikarz, w latach 1938–1939 w dziale programowym Rozgłośni PR w Katowicach. Z Wilhelmem Szewczykiem i Janem Kazimierzem Zarembą założył czasopismo „Fantana” (1938—1939). Okupację niemiecką spędził w Miechowie.  
Po wojnie zamieszkał w Katowicach. Od 1945 należał do Stronnictwa Demokratycznego oraz Związku Zawodowego Literatów Polskich. W latach 1945–1946 był dyrektorem programowym PR w Katowicach, współredagował czasopisma „Odra”, „Zaranie Śląskie”, w latach 1945–1957 kierował działem kulturalnym tygodnika „Panorama”, w latach 1948–1950 współredagował „Wieczory Teatralne”, redagował serię wydawniczą „Arkusz Śląski”, socrealistyczny kwartalnik „Śląsk Literacki” (1952–1956), w latach 1957–1958 pracował w redakcji „Magazynu Niedzielnego Trybuny Śląskiej”. Współpracował ze Śląskim Instytutem Naukowym. Był kierownikiem literackim Teatru Polskiego w Bielsku (sezon 1948/1949), Opery Śląskiej w Bytomiu, (1949–1954), Teatru im. Stanisława Wyspiańskiego w Katowicach (1958–1960). W 1962 w Wyższej Szkole Pedagogicznej w Opolu uzyskał stopień doktora na podstawie pracy Problemy literatury śląskiej drugiej połowy XIX i XX wieku.
Był autorem publikacji o piśmiennictwie śląskim i pisarzach związanych ze Śląskiem, m.in. Życie literackie na Śląsku w latach 1922–1939 (1969), opracował antologię Śląsk walczący... (1946), redaktor pracy zbiorowej Pisarze śląscy XIX i XX wieku (1963), Szkice krytyczne (1975). Tworzył także przekłady z literatury czeskiej i słowackiej. Fascynowała go literatura polskiego romantyzmu. Na III Zjeździe Pisarzy Polskich we Wrocławiu (1947) wygłosił referat, w którym stwierdził m.in.: Polskie ziemie na zachodzie i na północy czekają na pisarza [...] Złe wystawilibyśmy sobie świadectwo, gdyby kiedyś historia i krytyka literatury nie mogły się dopatrzeć w naszych czasach tego zjawiska, któremu mogłaby nadać nazwę - Pisarzy Ziem Odzyskanych.
Był dziadkiem Jerzego Gorzelika, historyka sztuki i przewodniczącego Ruchu Autonomii Śląska.

## Publikacje
- Śląsk walczący. Poezja i pieśń, Wyd. Instytutu Śląskiego 1946.
- 25 lat literatury na Śląsku 1920–1945, Wyd. Instytutu Śląskiego 1947.
- Język i Piśmiennictwo na Śląsku, Wyd. Instytutu Śląskiego 1948.
- Nauczyciel z Lubszy i inne szkice, Wydawnictwo „Śląsk” 1961.
- Literatura czeska i słowacka w Polsce ludowej 1945–1964, Wydawnictwo „Śląsk” 1966.
- Życie literackie na Śląsku w latach 1922–1939, Śląski Instytut Naukowy 1969.
- Szkice krytyczne, Wydawnictwo „Śląsk” 1975.

## Ordery i odznaczenia
- Krzyż Oficerski Orderu Odrodzenia Polski (1956)
- Złoty Krzyż Zasługi (18 stycznia 1946)[7]
- Medal 10-lecia Polski Ludowej (22 lipca 1955)[8]
- Odznaka „Zasłużony Działacz Kultury”
- Złota Odznaka „Zasłużony w Rozwoju Województwa Katowickiego” (1961)

## Nagrody
1958 – nagroda artystyczna Prezydium Wojewódzkiej Rady Narodowej w Katowicach za wybitne osiągnięcia w dziedzinie przekładów z języka czeskiego na polski (sztuk Aloisa Jiráska, Jana Drdy, Karela Čapka)
1966 – nagroda Czeskiego Funduszu Literatury
1967 – nagroda miesięcznika „Odra” za całokształt twórczości w zakresie krytyki literackiej i historii literatury